# 法律優位原則
法律優位原則（英語：principle of legal supremacy）又稱法律優越原則，即指依法行政都須符合法律規範，不得與上位階的法令規則「牴觸」；如此依法行政僅須消極的不違背抵觸法律規定謂之，所以又稱「消極的依法行政」。而在法律優位原則的適用前，須確認規範之位階，且法律內容須具體明確。比如，中華民國憲法第171條：「法律與憲法牴觸者無效。」以及中華民國憲法第172條：「命令與憲法或法律牴觸者無效。」在法治國中，依法行政原則可區分為消極的依法行政及積極的依法行政；而法律優位原則即屬消極的依法行政，即一切下位的行政權之行使均應受上位的法律拘束，不得與法律「牴觸」。反之積極的依法行政則謂之法律保留原則。

## 起源
法律優位原則，為純粹法學派凱爾森所創立，即指下位的命令不能牴觸上位的法律；再而下位的法律不能抵觸上位的憲法，如牴觸則下位者無效（Lex superior derogat inferiori）。

## 外部連結
- 法理學經典導讀系列演講 （页面存档备份，存于） （由台灣法理學會、台灣法學會與台大人權暨法理學研究中心共同提供）